# Diodora mirifica
Diodora mirifica is een slakkensoort uit de familie van de Fissurellidae. De wetenschappelijke naam van de soort is voor het eerst geldig gepubliceerd in 1972 door Métivier.